# McLaren MP4-30
A McLaren MP4-30 egy Tim Goss és Neal Oatley által tervezett Formula–1-es versenyautó, mely a 2015-ös Formula–1 világbajnokság során volt a McLaren-csapat autója. Az autókat a kétszeres világbajnok, a csapathoz nyolc év után visszatérő Fernando Alonso, és az egyszeres világbajnok Jenson Button vezették, illetve egy verseny erejéig a tesztpilótává visszaminősített Kevin Magnussen. Ez volt az 1992-es McLaren MP4/7A óta az első Honda-motoros McLaren.
Eredetileg a "zéró méretű", a lehető legkeskenyebbre tervezett hátsó része volt az autó legérdekesebb része, melyet azért terveztek így, hogy a Honda-motor magasabb hőmérsékletesen működhessen. Hamarosan azonban kiderült, hogy az autó aerodinamikailag nem a legjobb, a motor pedig egyenesen katasztrófa, és a csapat történetének addigi mélypontját hozta el. Legjobb eredményük egy ötödik hely volt a Magyar Nagydíjon, összesen gyűjtött 27 pontjuk pedig mindössze a kilencedik helyre volt jó a világbajnoki pontversenyben. A bajnokságban Button tizenhatodik, Alonso tizenhetedik lett, Magnussent pedig nem is rangsorolták, mert az egyetlen versenyén, amelyre nevezték, nem tudott rajthoz állni. A technikai problémák miatti meghibásodások és motorcserék állandóak voltak az év során, melynek főbb okai a McLaren és a Honda közti kommunikációs nehézségek voltak, az, hogy a Honda alábecsülte a motorfejlesztéshez szükséges új technológiák fontosságát, és ennek köszönhetően a motor tervezése során is kritikus hibákat vétettek.

## Fejlesztése
Az autó fejlesztése már 2014-ben elkezdődött, Tim Goss és Neil Oatley mellett Peter Prodomou is besegített a kasztni tervezésébe, a motort pedig Japánban, Ucunomijában fejlesztették - ugyanott, ahol a Honda Civic WTCC és a Honda NSX-GT is készült. A projektvezető Jaszuhisza Arai volt.
A Honda utoljára 1999-2009 közt szerepelt a Formula–1-ben (2006-tól önálló csapatként), míg el nem adták félkész autójukat és érdekeltségüket a Brawn GP-nek. A McLaren 2014 végén felbontotta csaknem húszéves szerződését a Mercedesszel, mint motorszállítóval, miután az önálló gyári csapatot szervezett. Kézenfekvőnek tűnt egy hosszú távra tervezett új együttműködés létesítése, és ezt a partnert a Hondában találták meg. Az előkészületek már 2013-ban elindultak, a másfél évig tartó átmeneti időszakban pedig maradtak a Mercedes-motornál. A Honda-motor első bevetése 2014 végén, az Abu-Dhabi Nagydíj utáni záró teszten volt, amikor is az MP4-29 egy módosított változatába, az MP4-29H/1X1-be beépített Honda-motorral szándékoztak tesztelni. A kísérlet teljes kudarc volt, a technikai problémák miatt a tesztpilóta Stoffel Vandoorne mindössze néhány méretlen kört tudott megtenni a tesztek alatt.
A motort végül az MP4-30-as autó kapta meg, amelyet először a 2015 februárjában tartott jerezi teszten láthatta a nagyközönség. A teszt kudarcokkal zárult, miután a rengeteg motormeghibásodás miatt nem tudtak még annyi kört sem megtenni, amely a kiértékeléshez minimálisan szükséges lett volna.A második, barcelonai teszten aztán látszott némi reménysugár, miután a második napon Jenson Button több mint száz kört tett meg - igaz, tizenkét körnél többet egyhuzamban egyszer sem. Az utolsó napon ráadásul Fernando Alonso furcsa balesetet szenvedett, mely miatt biztossá vált, hogy az első futamon Kevin Magnussennek kell beugrania helyette.
Az autó háromféle külsővel bírt az év során. A legelső dizájn még a korábbi éveket idézte: a sötétebb árnyalatú króm festést piros csíkok szegélyezték, az orr-rész pedig az előző évi lelógó végű után fokozatosan ívesen hajló lett. Ez a festés sok kritikát kapott a szurkolóktól, mert a krómezüst hagyományosan a Mercedes színe volt. Később ezt lecserélték, és a króm helyett teljesen fekete lett az autó, piros csíkokkal. Az év második felétől az orr-rész is megváltozott, a riválisok által is használt "porszívófej" dizájnt kapta meg, egy pici előrelógatott orral, rajta a Honda-logóval.

### A problémás motor
A fellépő gondokat döntő többségükben a motor tervezéséből adódó problémák szülték. Mentségül a Honda annyit hozott fel, hogy a 2015-ös motort csak átmenetinek tervezték, igazából mindvégig a 2016-os motor fejlesztése járt a fejükben, de így nem kellett tiszta lappal indulniuk, hanem volt idő kiértékelni a gondokat. Ráadásul mivel aerodinamikailag a minél keskenyebb szerkezet mellett tette le a voksát a McLaren, így a motor is kicsinek és könnyűnek készült. Sajnos ez azzal járt, hogy a vízhűtést is úgy kellett megoldani, hogy elférjen és hatékonyan működjön a szűk helyen. A motor alkatrészei összezsúfolódtak és nehezen hozzáférhetőek lettek.
Az akkori szabályok szerint egy évben mindössze öt motort lehetett használni egy autóban, és 32 zsetont lehetett felhasználni egész évben, mely zsetonokat az évközi motorfejlesztéshez lehetett felhasználni. A Honda, mint új beszállító, kapott kilenc további zsetont. Ezeket főleg a megbízhatóság javítására használták fel, amely azzal is járt, hogy az év közepén a legerősebb Mercedes-motorokhoz képest kb.120 lóerővel gyengébb teljesítményre voltak képesek, mivel ekkor az energiavisszanyerő rendszerekkel kapcsolatban merült fel újabb probléma. A folyamatos fejlesztések ellenére a lemaradás szemmel látható volt - különösen a nyers motorerőre jobban támaszkodó pályákon. Fernando Alonso az Olasz Nagydíj után fakadt ki, amikor még DRS-sel is képtelen volt védeni a pozícióját a Toro Rossókkal szemben, akik pedig a náluk gyengébbnek tartott Renault-motorokat használták. A második hazai futamon, a Japán Nagydíjon pedig a gyatra erő miatt egyenesen GP2-es motornak csúfolta azt a nyilvános rádióbeszélgetésben. Ekkor már a feszültség jelei is megmutatkoztak, és többen követelték Jaszuhisza Távozását - főként, miután kiderült, hogy a Ferrari és a Mercedes még erősebb lett az év végére, olyan megoldásokat alkalmazva, melyek a Honda forradalminak szánt újításain is lényegesen túlmutattak. Az év utolsó versenyein az utolsó fejlesztések már értek annyit, hogy a pontszerzés is állandó lehetőséggé vált a csapat számára.
Az állandó motormeghibásodások azt jelentették, hogy azokat gyakran cserélni is kellett. Csakhogy az érvényben lévő szabályok limitálták az egy évben felhasználható alkatrészek számát, és mivel ezt bőven túllépték, az év második felében a McLarenek gyakran indultak az utolsó helyről, köszönhetően a számos (virtuálisan akár több tíz!) helyes hátrasorolásos büntetéseknek. Miután a dobogóról szőtt álmok helyett egyre inkább a folyamatos pontszerzés lett az új cél, a szponzorok is kezdtek elszivárogni, valamint a pocsék helyezésért kevesebb jutalom is járt az év végén, amely szintén súlyos érvágás volt. Az év végén Jaszuhiszát menesztették is, helyette Haszegava Juszuke került a fejlesztőrészleg élére.

## Évad

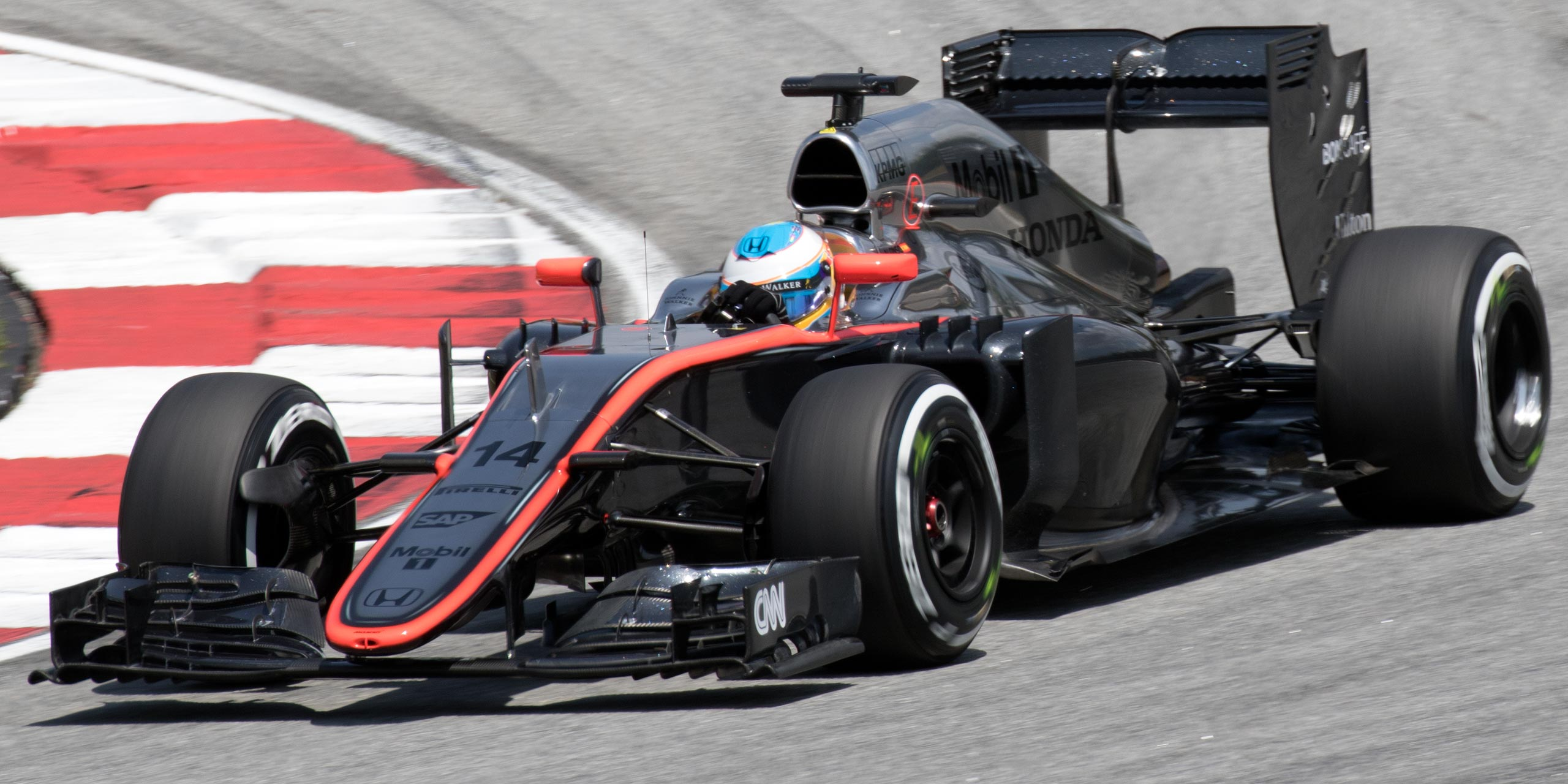
McLaren MP4-30 eredeti kinézete

Két héttel az évad kezdete előtt Fernando Alonso megsérült egy tesztbalesetben, emiatt nem tudta vállalni az Ausztrál Nagydíjon történő indulást. Helyette a csapat előző évi versenyzője, a tesztpilótává visszaminősített Kevin Magnussen ült a volán mögé. A kezdés nem volt túl fényes: a motor teljesítményét vissza kellett fogni, hogy elkerüljék a meghibásodást, így Button az utolsó, tizenegyedik helyen ért célba. Magnussen el sem tudott indulni a futamon, motorhiba miatt. A Maláj Nagydíjon is mindössze a két Marussia elé tudták kvalifikálni magukat, de ezen a versenyen motorhiba miatt egyik autó sem ért célba. A következő két futamon se mentek valami fényesen, majd következett Európa, ahol Alonso egymást követő négy futamon is kiesett, miközben Button megszerezte Monacóban a csapat első pontjait. Az ezt követő három versenyen aztán sorozatosan ő is kiesett. A rendszeres váltó- és motorcserék következtében a csapat büntetésekkel kellett, hogy számoljon, ennek következtében a rajtrács legvégére kerültek, a Belga Nagydíjon 50 helyes rajtbüntetéssel. Legjobb eredményüket a Magyar Nagydíjon érték el, ahol Alonso ötödik, Button kilencedik lett. Év közben többféle aerodinamikai csomagot próbáltak bevetni, mely az autón is látható változásokkal járt, ez azonban sajnos kevés volt. A Brazil Nagydíjon Alonso és Button mintegy a vicc kedvéért, felálltak a fotósok előtt a dobogóra, tudván, hogy önerőből erre nem lennének képesek.

Az évet a csapat végül a kilencedik helyen zárta, méghozzá úgy, hogy nemhogy győzniük nem sikerült az évben (akkor már több mint ötven verseny óta nem nyertek), hanem dobogós helyezést sem szereztek.

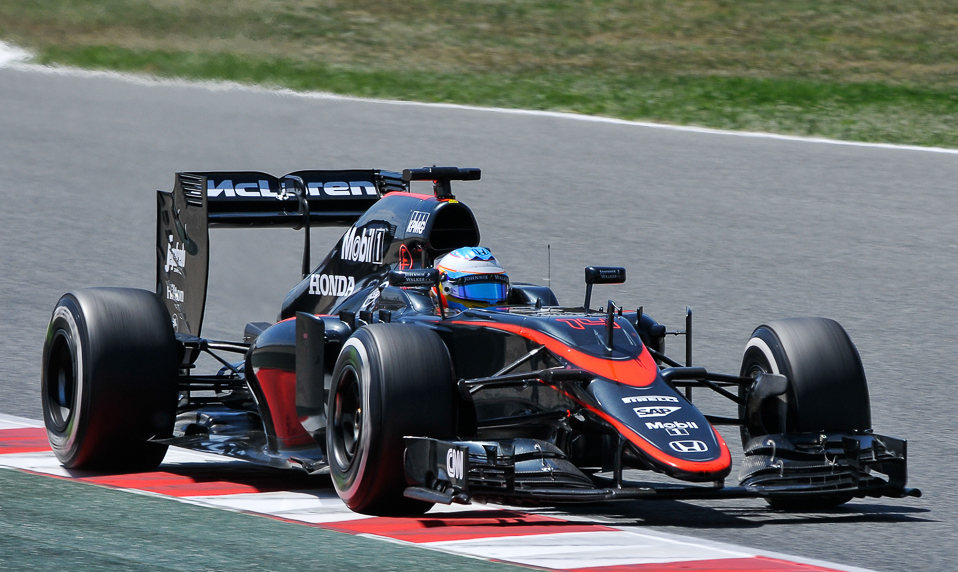
McLaren MP4-30 második variánsa

## Eredmények
(Táblázat értelmezése)

(Félkövér: pole-pozícióból indult; dőlt: leggyorsabb kört futott) 

| Év   | Csapat        | Motor        | Gumi | Versenyzők      | 1   | 2   | 3   | 4   | 5   | 6   | 7   | 8   | 9   | 10  | 11  | 12  | 13  | 14  | 15  | 16  | 17  | 18  | 19  | Pont | Helyezés |
| ---- | ------------- | ------------ | ---- | --------------- | --- | --- | --- | --- | --- | --- | --- | --- | --- | --- | --- | --- | --- | --- | --- | --- | --- | --- | --- | ---- | -------- |
| 2015 | McLaren-Honda | Honda RA615A | P    |                 | AUS | MAL | BHR | CHN | ESP | MON | CAN | AUT | GBR | GER | HUN | BEL | ITA | SIN | JPN | RUS | USA | BRA | ABU | 27   | 9.       |
| 2015 | McLaren-Honda | Honda RA615A | P    | Jenson Button   | 11  | KI  | 14  | NI  | 16  | 8   | KI  | KI  | KI  | 9   | 14  | 14  | KI  | 16  | 9   | 6   | 14  | 14  | 12  | 27   | 9.       |
| 2015 | McLaren-Honda | Honda RA615A | P    | Fernando Alonso |     | KI  | 12  | 11  | KI  | KI  | KI  | KI  | 10  | 5   | 13  | 18  | KI  | 11  | 11  | 11  | KI  | 15  | 17  | 27   | 9.       |

Megjegyzés:
- † – Nem fejezte be a futamot, de rangsorolva lett, mert teljesítette a versenytáv 90%-át.